# Azharot
Les azharot (hébreu : אזהרות « Avertissements ») sont des pièces liturgiques juives didactiques, récitées lors de la fête de Chavouot dès la période des gueonim. Génériquement nommées d’après l’un des premiers poèmes du genre, Azhara reshit lèamekha natata, elles énumèrent généralement les 613 prescriptions contenues selon la tradition rabbinique dans la Torah, dans le but de magnifier le don de la Torah sur le mont Sinaï célébré en ce jour.

## Les azharot dans les sources juives
La coutume de réciter les azharotest mentionnée dans diverses œuvres de la période des gueonim, dont le siddour de Natronaï Gaon où il apparaît qu’elle est déjà fortement répandue sinon établie. Avant lui, Saadia Gaon a inclus dans son siddour deux azharot qu’il a lui-même rédigées, expliquant que les poèmes en usage dans les congrégations de prière de son temps sont incomplets et redondants. Il semble aussi que la liste des 613 commandements figurant en introduction aux Halakhot Guedolot de Shimon Kayyara soit dérivée d’une azhara.
Deux auteurs espagnols du Moyen Âge: Yts'haq bène Réouvène ElBargélona / Bartsélona Isaac ben Reuben Albargeloni et Salomon ibn Gabirol en sont les plus connus.